# Cartuja de Aula Dei
La cartuja de Aula Dei es un monasterio ubicado en el municipio español de Zaragoza. Antaño perteneciente a la orden de los cartujos, hacia 2011 pasó a albergar una Comunidad del Chemin Neuf. Fue declarada Monumento Nacional el 16 de febrero de 1983 y en la actualidad es bien de interés cultural. Se encuentra situada en la carretera de Peñaflor de Gállego. 

## Historia
Obtuvo el permiso fundacional en 1563 con el favor y patrocinio de Hernando de Aragón, arzobispo de Zaragoza y nieto de los Reyes Católicos. En 1563 se estableció una pequeña comunidad de nueve cartujos en la torre llamada de Juan de Alagón, que contaba con un oratorio.
Hernando de Aragón encargó los planos del nuevo cenobio a los maestros Martín de Mileza y Miguel de Riglos después de haber estudiado las cartujas de Cataluña y Valencia. El arzobispo colocó la primera piedra el 29 de febrero de 1564 y su construcción duró unos diez años. La casa sufrió un pequeño incendio y comenzó a habitarse a finales de 1567 sin haberse concluido las obras.

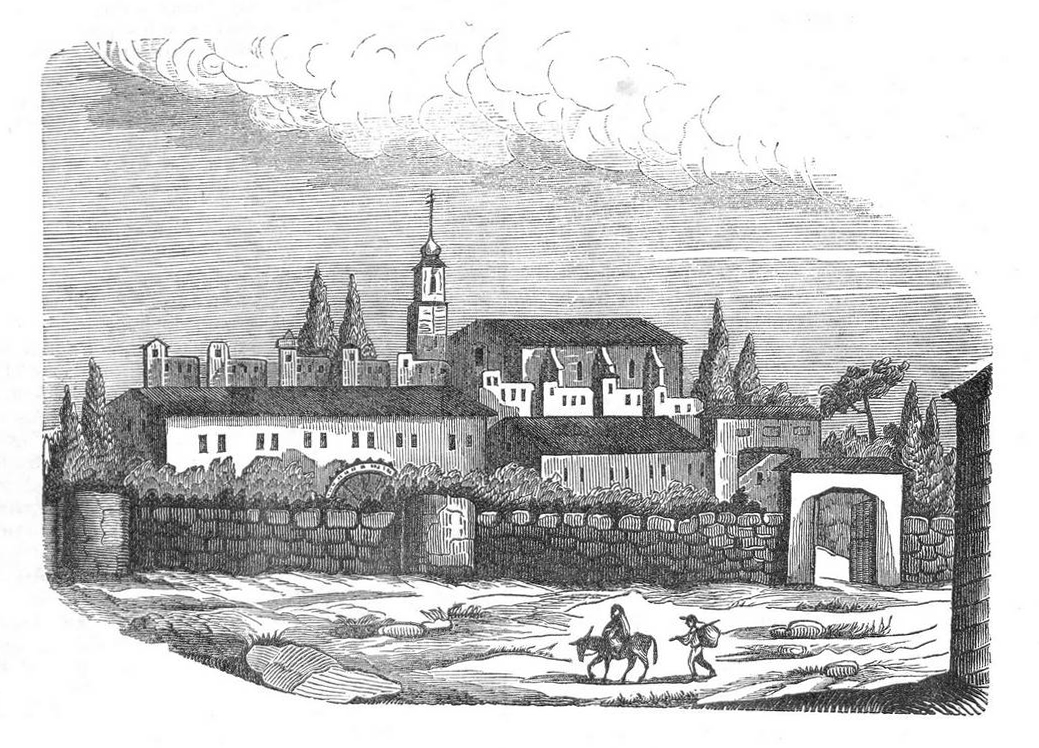
Grabado de la cartuja de Aula Dei (Semanario Pintoresco Español, 1848)

Durante la Guerra de la Independencia, en 1809, la aplicación del decreto napoleónico de supresión de conventos convirtió Aula Dei en un cuartel, regresando de nuevo la comunidad cartuja en 1814.
El edificio fue desamortizado en 1835 pasando a propiedad privada y los cartujos lo abandonaron. En 1903, la comunidad cartujana retornó a Aula Dei.
En 2011, dados los pocos cartujos que quedaban, decidieron trasladarse a la cartuja de Porta Coeli, en la provincia de Valencia, y confiar el monasterio a otra comunidad que pudiera seguir con la vocación espiritual del lugar. En febrero de 2012 se instalaron en el inmueble miembros de la Comunidad del Chemin Neuf. Con la salida de los cartujos de Aula Dei, solo quedan tres cartujas activas en España: la de Miraflores, la de Porta Coeli y la de Montalegre.

## Arquitectura

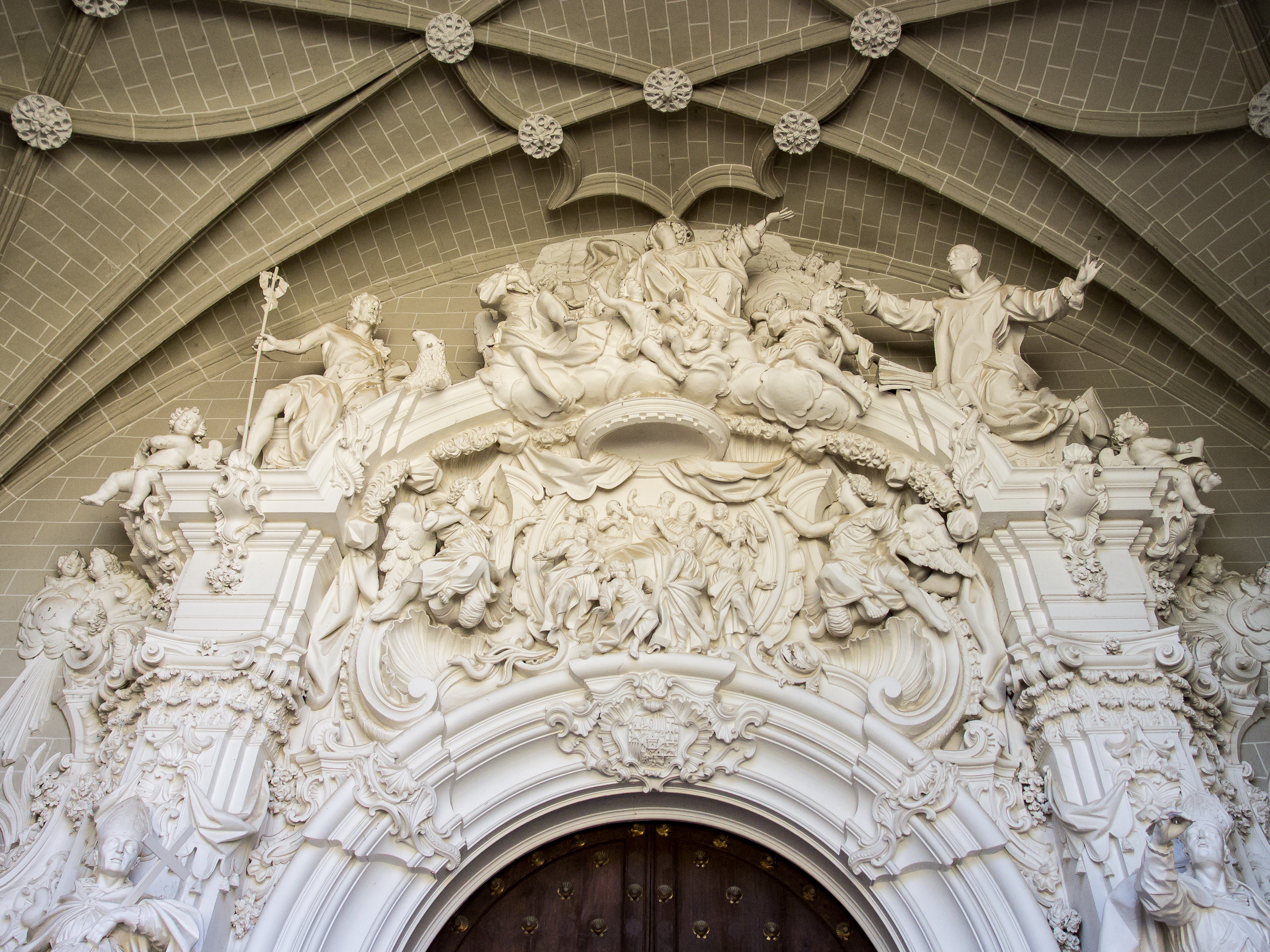
Portada rococó de Ramírez de Arellano

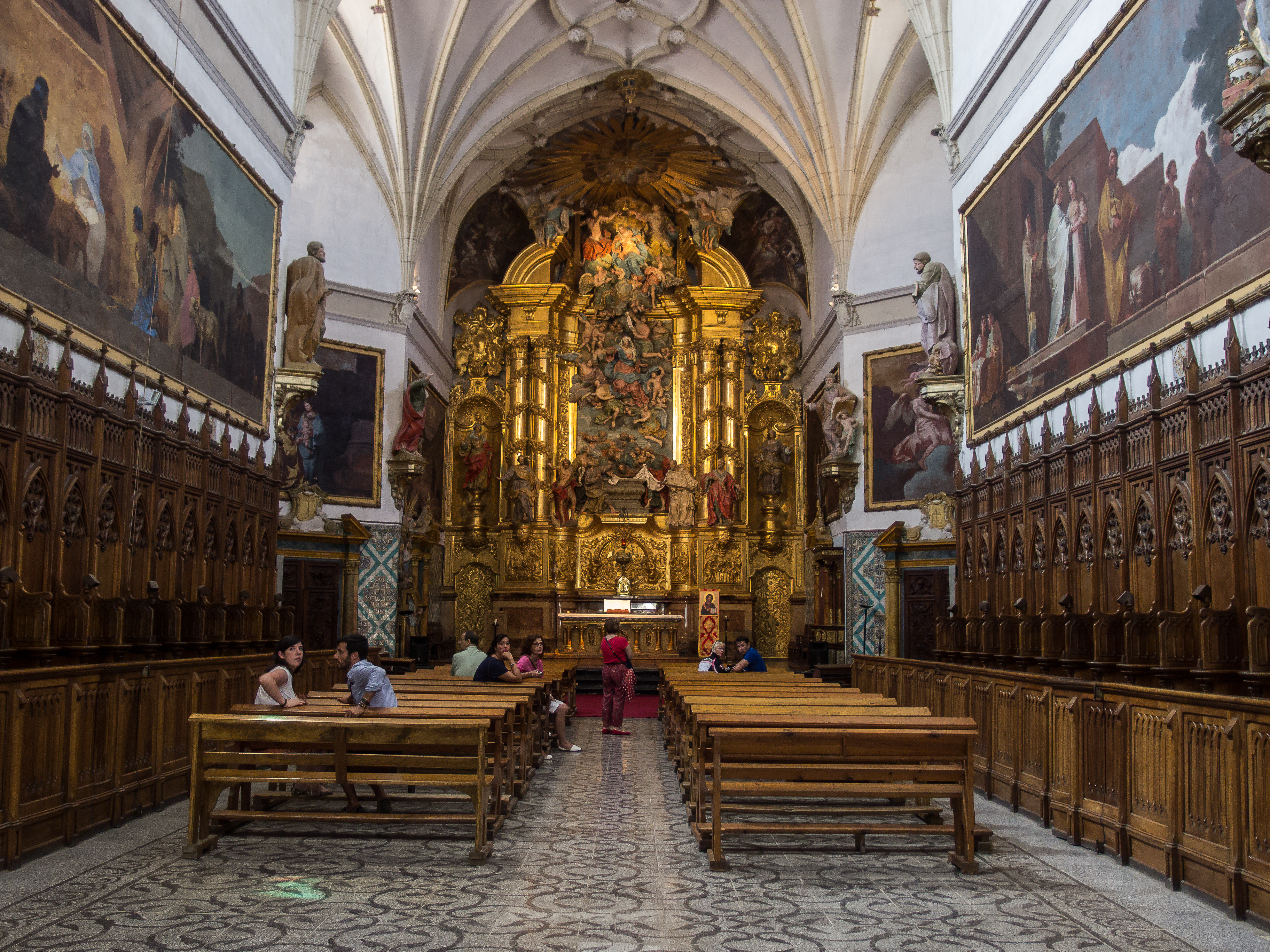
Iglesia con los frescos de Goya en las paredes

El conjunto monástico obedece en su disposición a un trazado fundamentalmente renacentista, de tipo monástico amurallado. Interiormente se organizan las dependencias en torno a tres patios bordeados de claustros. La entrada a la hospedería (de 1671) y la procura flanquean una plaza ajardinada. A partir de aquí se desarrolla el monasterio propiamente dicho que forma un plano rectangular centrado por la iglesia. Tras la cabecera de éste se dispone el gran claustro que da paso a las 36 celdas, que son como pequeñas casas con su capilla, dormitorio, comedor, estudio, huerto, taller y solana. En el centro del patio de ese claustro está el cementerio, delimitado por cipreses. A ambos lados de la iglesia se disponen los dos claustros menores, el de capillas para la celebración de la misa individual y de la vida comunitaria, al que abren las dependencias comunes, refectorio, sala de capitular y biblioteca. Estos claustros se abren al patio por medio de arcos carpaneles entre contrafuertes y se cubren con bóvedas de crucería estrellada.
El refectorio alberga en sus muros un conjunto de siete lienzos muy poco conocidos hasta fecha reciente: Los Siete Sacramentos, pintados hacia 1780-90 por Jean Bardin (Montbard, 1732 - Orleans, 1809). En 2022 se han incluido en una exposición sobre Bardin . 
La iglesia es de una sola nave, de tres tramos, cubierta en bóvedas de crucería estrellada adornada con clases de madera dorada ejecutadas por Miguel Cabanas. Tiene ménsulas decoradas con los escudos de Hernando de Aragón. Cuenta con crucero muy poco pronunciado. Tras el ábside, se sitúa la capilla barroca santo-santorum, cubierta con cúpula gallonada muy decorada.
La torre, construida en 1682, es obra barroca de tres cuerpos, cuadrados los dos primeros, con arcos de medio punto, uno en cada lado en el segundo de ellos. El tercer cuerpo es octogonal y se remata en chapitel bulboso.
En el interior destacan obras como la suntuosa portada rococó, ejecutada por el escultor zaragozano Manuel Ramírez de Arellano (que era "donado" de la cartuja) hacia 1770, en la que se representan la Asunción de María entre San Bruno y San Juan Bautista.
Toda la iglesia fue decorada en el siglo XVIII, contando con un conjunto de pinturas murales al óleo pintadas por Francisco de Goya en 1774 muy dañadas durante los abandonos del cenobio en el siglo XIX y restauradas ya inicialmente a comienzos del siglo XX.

## Visitas

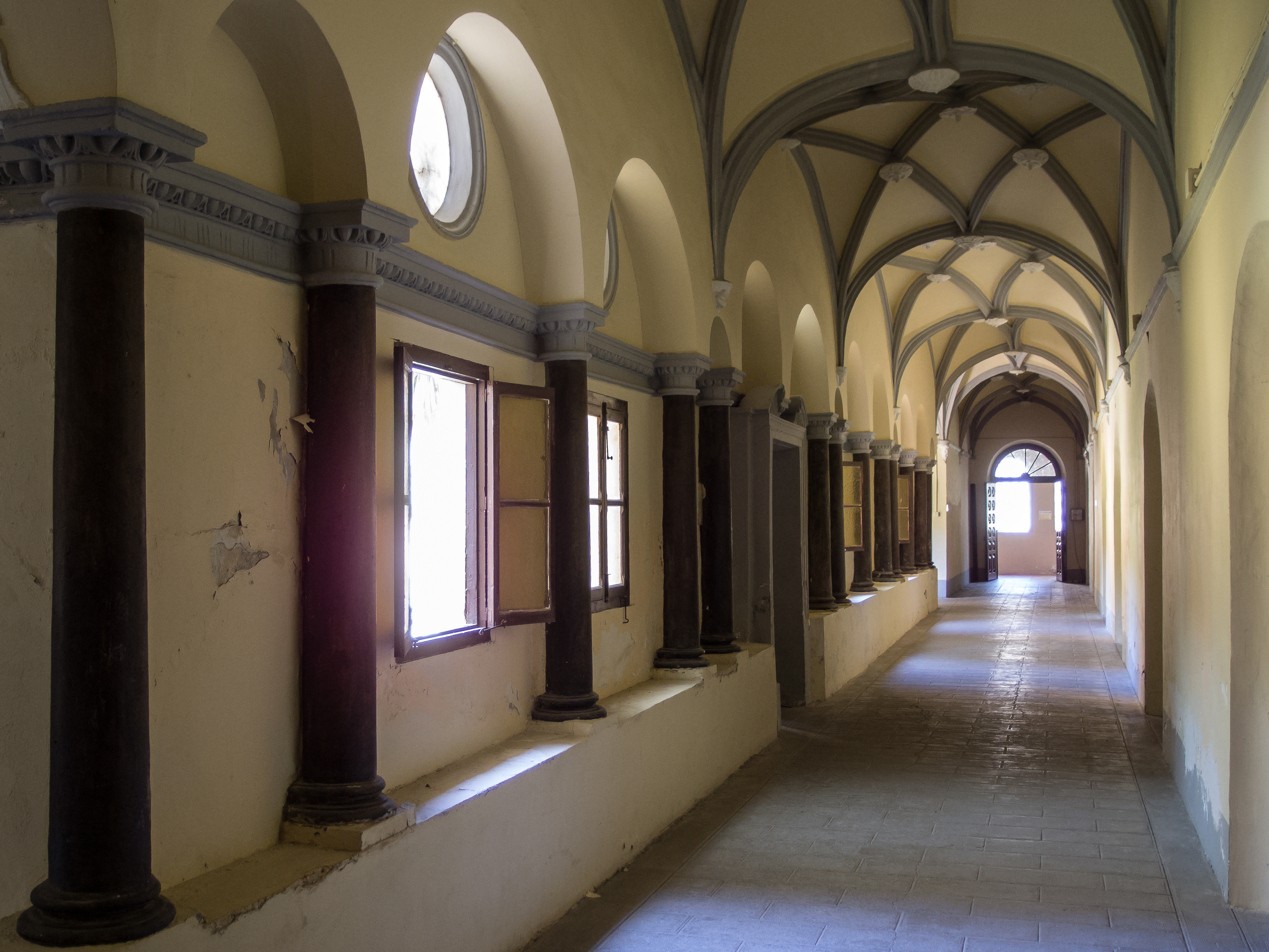
Claustro

Desde la llegada al monasterio de la Comunidad del Chemin Neuf en 2012, es posible conocer el arte y la historia que guarda este recinto. Es posible hacerlo de manera individual los sábados a las 12 sin reserva; o en grupos de mínimo 20 personas a través de reservas.
Las normas de la orden de San Bruno prohíben la entrada de personas externas a sus recintos monásticos; incluso el ingreso de los familiares de los monjes es muy regulada. Esto impedía la contemplación de estas obras de arte hasta fechas recientes. Cuando en 1996, con motivo de la conmemoración del 250 aniversario del nacimiento de Goya, el Gobierno de Aragón decidió organizar visitas a los frescos de Aula Dei, la negativa de la orden religiosa a autorizar la entrada de mujeres, desató una viva polémica. La presión ciudadana hizo posible la firma de un convenio (19 de enero de 1998) que solucionó el conflicto. Permitió el acceso de los visitantes (hombres y mujeres), a través de un pasadizo, durante doce días al año (el último sábado de cada mes).
La reina Sofía fue la primera mujer en acceder al recinto sin bula papal; lo hizo a través de la puerta principal del monasterio, por deferencia de los monjes, el 11 de noviembre de 1998. Anteriormente sólo tres mujeres habían visitado la cartuja, todas ellas con bula papal: la infanta Isabel en 1913, la restauradora Teresa Grasa en 1978 y la secretaria judicial Inés Lafuente en 1995.
Las largas listas de espera para visitar las pinturas de Aula Dei, llevaron a los colectivos ciudadanos a solicitar la ampliación del horario de visitas, y a reivindicar que el acuerdo entre el Gobierno de Aragón y la Cartuja se adapte a la ley de Patrimonio Cultural Aragonés, que, en su artículo 54, dice que el número mínimo de visitas que debe establecerse por los propietarios de bienes patrimoniales debe ser de cuatro al mes.